# ソニー・シローイ
ヤン・ヤコブス・シローイ（Jan Jacobus Silooy, 1963年8月31日 - ）は、オランダの元サッカー選手、サッカー指導者。ポジションはディフェンダー。

## 経歴
アヤックス・アムステルダムに長年在籍しリーグ戦268試合に出場した右サイドバック。アヤックスでは黄金期のメンバーとしてUEFAカップウィナーズカップ 1986-87、UEFAカップ1991-92、UEFAチャンピオンズリーグ 1994-95、1995 UEFAスーパーカップ、インターコンチネンタルカップ 1995と5つの国際タイトルを獲得した。オランダ代表としても25試合に出場した。